# Farman F.220

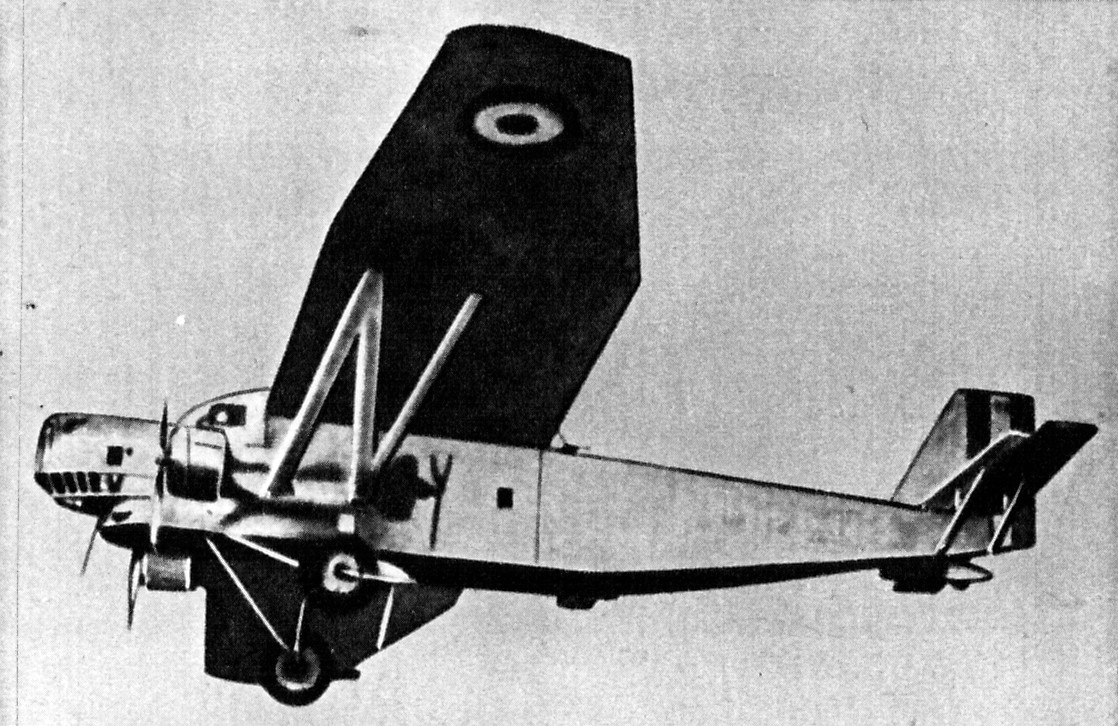
Farman F.221

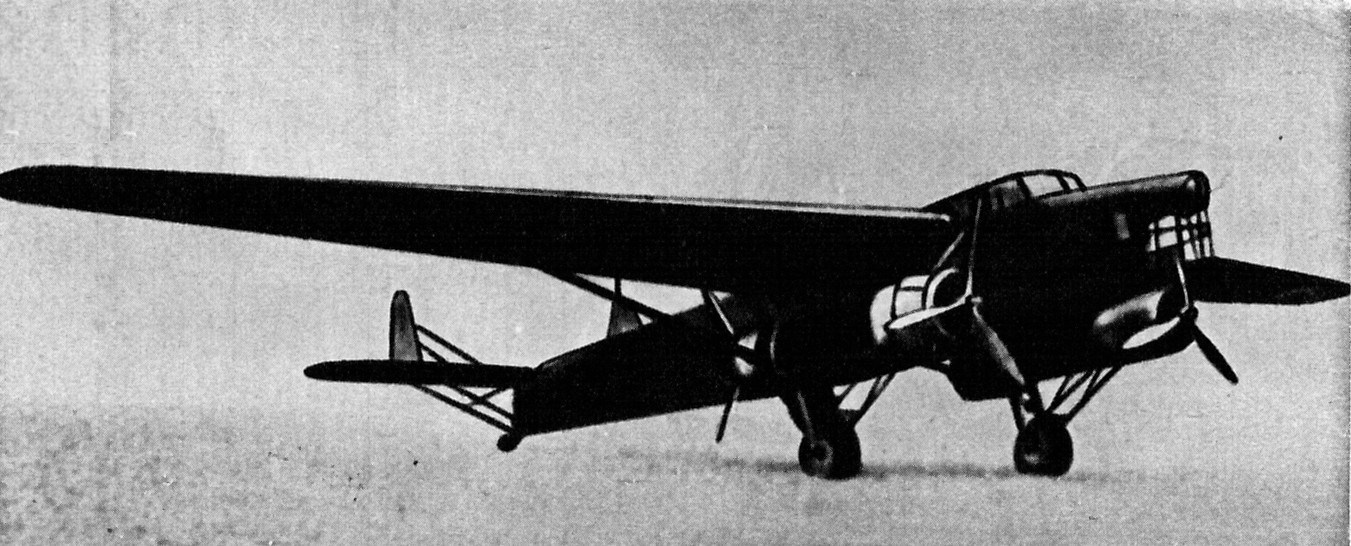
Farman F.223

Farman F.220 và các mẫu máy bay xuất phát từ nó là loại máy bay một tầng cánh, 4 động cơ, cánh cao do hãng Farman Aviation Works thiết kế chế tạo. Dựa trên cấu hình đẩy-kéo đã được mẫu máy bay F.211 chứng minh, việc thiết kế bắt đầu vào tháng 8 năm 1925 và chuyến bay đầu tiên của mẫu thử diễn ra vào 26/5/1932. Biến thể F.222 là mẫu máy bay ném bom lớn nhất được trang bị cho quân đội Pháp giai đoạn giữa 2 cuộc đại chiến. Một biến thể được thiết kế làm máy bay dân dụng chở khách.

## Biến thể
Farman F.220
Farman F.220.01 – mẫu thử với động cơ Hispano-Suiza 12Lbr (1 chiếc)
Farman F.220B – máy bay thư tín (hóa cải từ F.220)
Farman F.220-0 – phiên bản sản xuất của F.220B (4 built)
Farman F.221
Phiên bản lắp 4 động cơ Gnome-Rhône 14Kdrs, (10 chiếc, thêm 1 mẫu thử F.221.01).
Farman F.222
Phiên bản sản xuất
Farman F.222.1 – phiên bản sửa đổi với càng đáp thu vào được, lắp 4 động cơ Gnome-Rhône 14Kirs (11 chiếc)
Farman F.222.01 – mẫu thử hoán cải từ F.221.01
Farman F.222.2 – loại F.222.1 với phần mũi thiết kế lại, lắp 4 động cơ Gnome-Rhône 14N-11, (24 chiếc).
Farman F.2220 – mẫu thử máy bay dân dụng cho Air France với tên gọi Ville de Dakar, lắp 4 động cơ Hispano-Suiza 12Xgrs, (1 chiếc).
Farman F.223
Phiên bản với cánh đuôi kép và sửa lại khí động học, động cơ 1.100 hp (820 kW) Hispano-Suiza 14AA-08 / Hispano-Suiza 14AA-09.
S.N.C.A.C. NC.223.1 – mẫu thử, máy bay thư tín Laurent Guerrero (1 chiếc)
S.N.C.A.C. NC.223.01 – mẫu thử máy bay ném bom với động cơ Hispano-Suiza 12Xirs (1 chiếc)
S.N.C.A.C. NC.223.2 – phiên bản máy bay ném bom với động cơ Gnome et Rhône 14N (không chế tạo)
S.N.C.A.C. NC.223.3 - phiên bản máy bay ném bom với động cơ 910 hp (679 kW) Hispano-Suiza 12Y-29 (8 chiếct)
S.N.C.A.C. NC.223.4 – phiên bản máy bay thư tín (3 chiếc: Camille Flammarion, Jules Verne và Le Verrier)
S.N.C.A.C. NC-2230 – một máy bay vận tải bưu chính với 4 động cơ Hispano-Suiza 12Xirs.
S.N.C.A.C. NC-2233 – phiên bản máy bay ném bom của F.233 với 4 động cơ Hispano-Suiza 12Y-29, (15 chiếc).
S.N.C.A.C. NC-2234 – 3 chiếc dân dụng chở khách cho Air France, lắp động cơ Hispano-Suiza 12Y-37
Farman F.224
Máy bay dân dụng 40 chõ với động cơ Gnome-Rhône 14N-01 cho hãng Air France nhưng đã bị từ chối (6 chiếc)
Farman F.224TT - F.224 hoán cải để chở lính dù cho không quân.

## Quốc gia sử dụng
Pháp
- Armee de l'Air
- Air France
- Aeronavale

## Tính năng kỹ chiến thuật (F.222)

### Đặc điểm riêng
- Tổ lái: 5 hoặc 6
- Chiều dài: 21,5m (70 ft 4 in)
- Sải cánh: 36,2m (118 ft 1 in)
- Chiều cao: 5,2 m (17 ft)
- Diện tích cánh: 188 m2 (2.023,6 ft2)
- Trọng lượng rỗng: 10.488 kg (23.122 lb)
- Trọng lượng có tải: 18.700 kg (41.226 lb)
- Động cơ: 4 × Gnome-Rhône 14N-11, 708 kW (950 hp) mỗi chiếc

### Hiệu suất bay
- Vận tốc cực đại: 320 km/h (199 mph)
- Vận tốc hành trình: 280 km/h (174 mph)
- Tầm bay: 1.995 km (1.245 dặm)
- Trần bay: 8.460 m (26.245 ft)
- Vận tốc lên cao: 473 m/phút (1.552 ft/phút)

### Vũ khí
- 3 khẩu MAC 1934 7,5mm
- 4.190 kg (9.240 lb) (F.222/2) bom